# Laver Cup
Laver Cup, česky Laverův pohár, je tenisová soutěž dvou šestičlenných mužských týmů, která se koná od sezóny 2017. Pořadatelství každoročně přechází mezi evropským městem a dějištěm ve zbytku světa. V květnu 2019 se soutěž stala součástí kalendáře profesionálního okruhu ATP Tour. U zrodu americko-australsko-švýcarského projektu stál švýcarský tenista Roger Federer, jehož společnost TEAM8 je hlavním vlastníkem soutěže. V září 2022 Švýcar ukončil kariéru v londýnské O2 Areně, když s Nadalem v úvodní čtyřhře podlehli Sockovi a Tiafoeovi po nevyužitém mečbolu.
Inspirací pro vznik střetávání nejlepších hráčů týmu Evropy s tenisty výběru světa se stal formát golfového Ryder Cupu. Soutěž byla pojmenována po australské tenisové legendě Rodu Laverovi, který jako jediný tenista historie vyhrál kalendářní Grand Slam dvakrát, a to v letech 1962 a 1969.
Po sedmi odehraných ročnících v letech 2017–2019 a 2021–2024 vede Evropa nad výběrem světa 5:2. Každý člen vítězného týmu obdržel minimální odměnu 250 tisíc dolarů a všichni účastníci startovné podle postavení na žebříčku ATP. Od roku 2025 se kapitány stali Francouz Yannick Noah u Evropanů a Američan Andre Agassi ve světovém družstvu. Nahradili tak Švéda Björna Borga na evropské straně a jeho amerického rivala Johna McEnroea ve výběru světa, kteří družstva vedli v letech 2017–2024.

## Dějiště

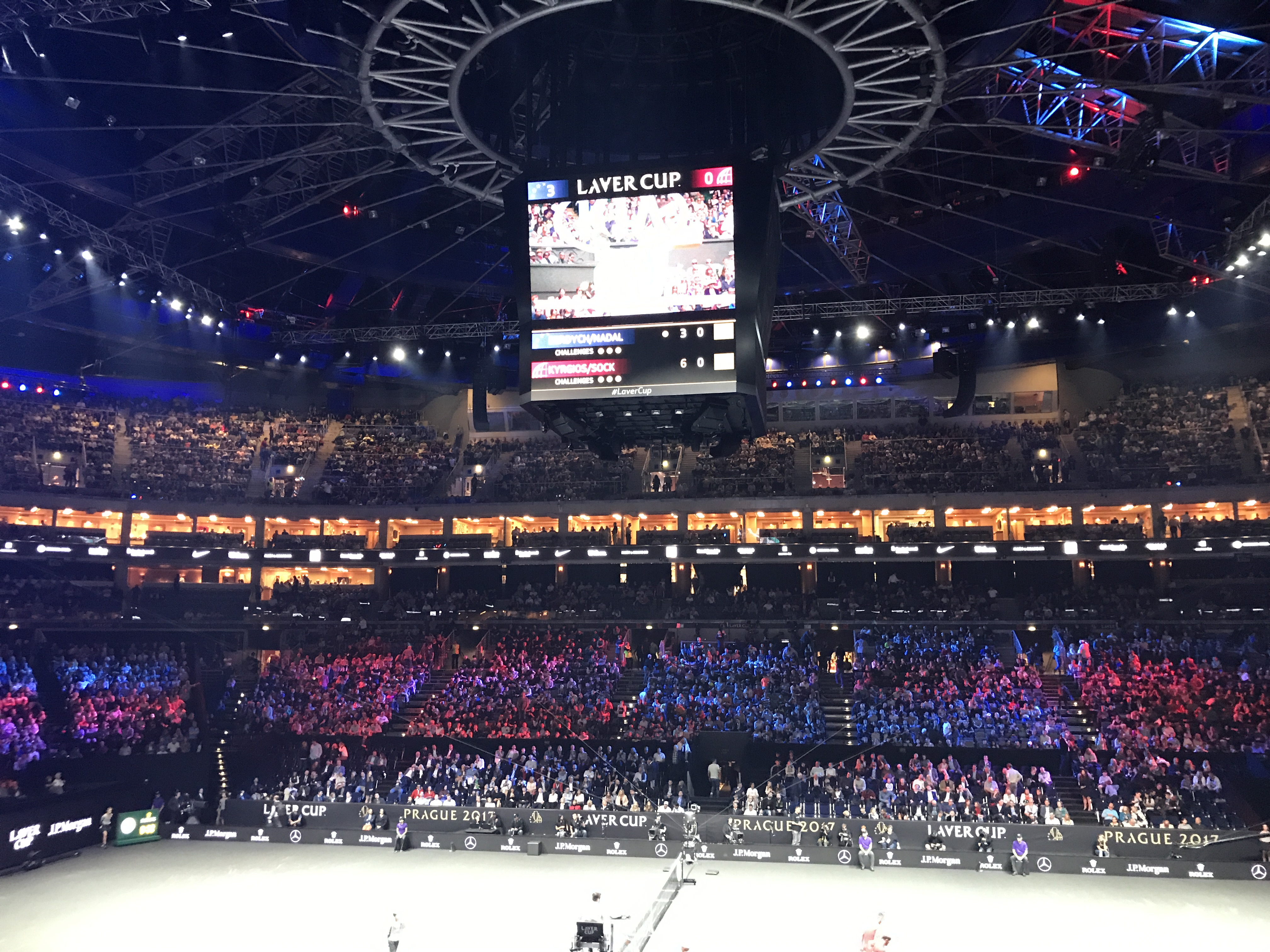
Pražská O_{2} arena při Laver Cupu 2017

Z úvodního ročníku v září 2017, který se hrál v pražské O2 areně, vyšla vítězně Evropa. Druhý ročník se konal v americkém Chicagu v hale United Center. Dějištěm třetího ročníku se v roce 2019 stal stadion Palexpo v Ženevě.
V důsledku koronavirové pandemie a kolize s přesunutým French Open byl původní termín v září 2020 o rok odložen. Čtvrtý ročník se tak odehrál během září 2021 v hale TD Garden massachusettského Bostonu. V září 2022 událost hostila londýnská O2 Arena, v níž do roku 2020 probíhal Turnaj mistrů. Ročník 2023 přivítala vancouverská Rogers Arena a mimoevropské hostitelství Laver Cupu poprvé směřovalo mimo území Spojených států amerických. V sezóně 2024 se turnaj objevil v berlínské Uber Areně, za účasti světové dvojky Alexandra Zvereva z Německa. V roce 2025 bylo vybráno Chase Center v kalifornském San Franciscu.

## Pozadí
K oznámení záměru konání soutěže došlo v závěru ledna 2016 během Australian Open. Oficiálně byl pohár představen 24. srpna 2016 v New Yorku před rozehráním US Open 2016.
Hlavním investorem soutěže se stala Federerova společnost TEAM8. Mezi další zainteresované subjekty patří Australský tenisový svaz, Americká tenisová asociace a k roku 2017 také nejbohatší Brazilec Jorge Paulo Lemann, jenž se jako tenista účastnil Davisova poháru v brazilském i švýcarském družstvu.

## Formát
Soutěž je pořádána každoročně. Dvě šestičlenná družstva – Evropy a světa, vedou nehrající kapitáni. Čtyři tenisté týmu se kvalifikují na základě nejvyššího postavení na singlovém žebříčku ATP po skončení Wimbledonu v dané sezóně. Zbylá dvě místa určuje kapitán podle vlastního výběru do pondělí po skončení US Open v dané sezóně. Každé družstvo je doplněno jedním náhradníkem a nehrajícím zástupcem kapitána.
Pořadatelství je rotující, s každoroční obměnou dějiště v Evropě a ve zbytku světa. Hracím dvorcem je krytý kurt, či stadion opatřený zatahovací střechou s tvrdým povrchem.

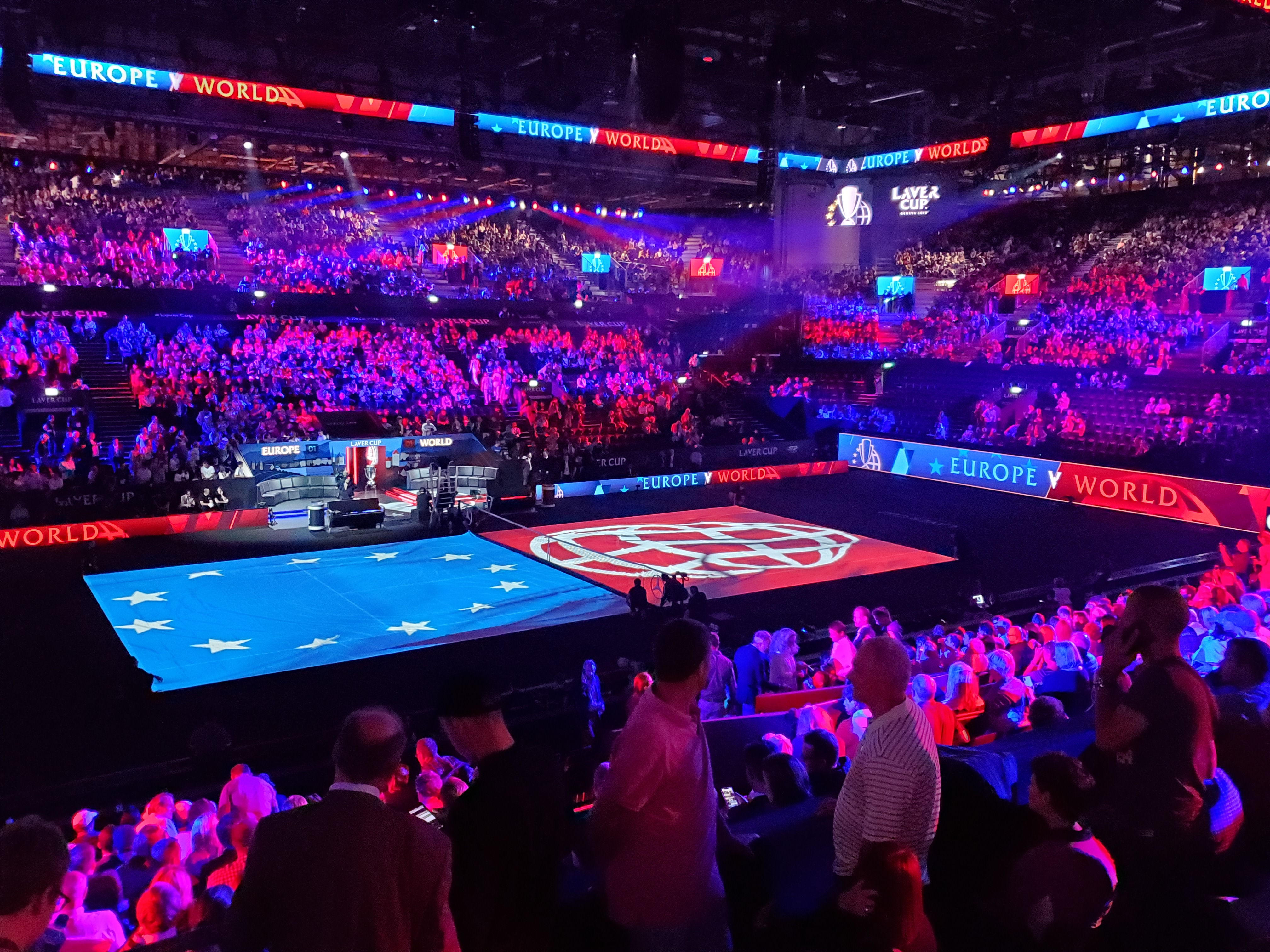
Ženevská Palexpo při Laver Cupu 2019

Každý ze tří hracích dnů zahrnuje tři dvouhry a jednu čtyřhru. Celkově tak na jediném dvorci bude odehráno 12 zápasů. V první, páteční den, se každý vítězný duel hodnotí jedním bodem, ve druhém z nich – sobotě, má výhra hodnotu dvou bodů, a ve třetí, nedělní den, pak tří bodů. Výsledný poměr celkového součtu všech bodů určuje vítěze daného ročníku, když vítězný tým musí dosáhnout minimálně 13 bodů. Pokud je poměr nerozhodný 12:12, rozhoduje o vítězi utkání čtyřhry v podobě standardního setu s eventuální zkrácenou hrou do sedmi bodů.
Jeden zápas je hrán na dva vítězné sety. Za vyrovnaného stavu sad 1–1 rozhoduje o vítězi supertiebreak do 10 bodů, s potřebným rozdílem dvou míčů.
Každý hráč hraje minimálně jednu a maximálně dvě dvouhry. Nejméně čtyři z šesti členů družstva musí nastoupit do čtyřher, v nichž je povolena jedna výměna složení, s výjimkou libovolného výběru do případného rozhodujícího debla.
Kapitáni určují nasazení hráčů pro jednotlivé zápasy, a to vždy před úvodním zápasem každého hracího dne. Každý člen vítězného družstva obdrží odměnu 250 tisíc dolarů. Hráči poraženého týmu pak smluvně dohodnutý účastnický poplatek vycházející z žebříčkového postavení. Do žebříčku ATP nejsou přidělovány žádné body.

## Harmonogram

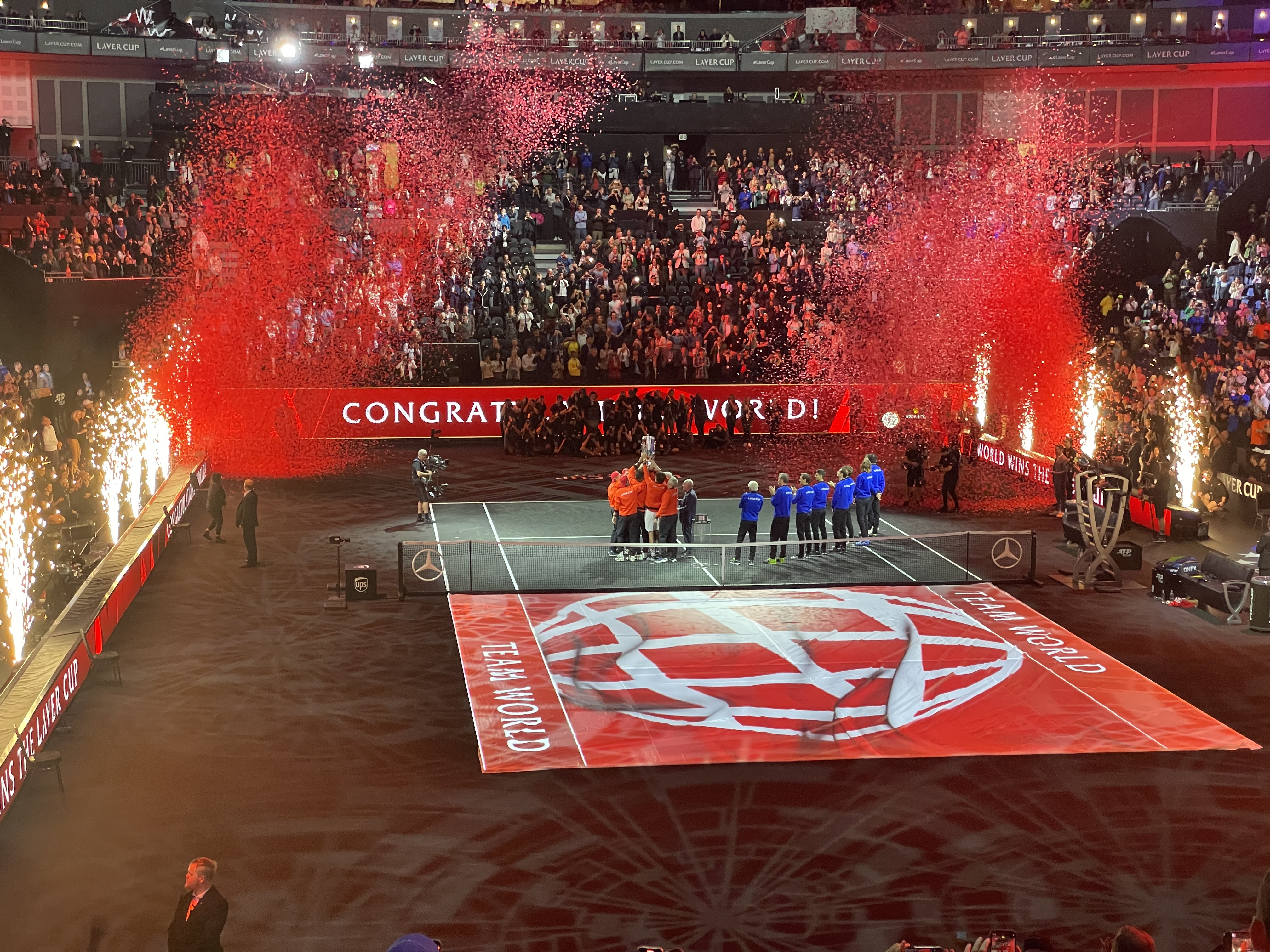
Oslava první výhry světového týmu v londýnské O_{2} Areně, 2022

| Harmonogram Laver Cupu | Harmonogram Laver Cupu | Harmonogram Laver Cupu | Harmonogram Laver Cupu | Harmonogram Laver Cupu | Harmonogram Laver Cupu |
| Den                    | fáze dne               | zápasy                 | začátek (místní čas)   | Body za výhru          | Možný zisk bodů        |
| ---------------------- | ---------------------- | ---------------------- | ---------------------- | ---------------------- | ---------------------- |
| 1.                     | odpoledne              | 2 dvouhry              | 13:00                  | 1                      | 4                      |
| 1.                     | večer                  | 1 dvouhra, 1 čtyřhra   | 19:00                  | 1                      | 4                      |
| 2.                     | odpoledne              | 2 dvouhry              | 13:00                  | 2                      | 8                      |
| 2.                     | večer                  | 1 dvouhra, 1 čtyřhra   | 19:00                  | 2                      | 8                      |
| 3.                     | odpoledne              | 1 čtyřhra, 3 dvouhry   | 12:00                  | 3                      | 12                     |

## Přehled ročníků
| Ročník | rok  | místo konání                    | město                           | vítěz                           | výsledek                        | poražený                        | vs.                             |
| ------ | ---- | ------------------------------- | ------------------------------- | ------------------------------- | ------------------------------- | ------------------------------- | ------------------------------- |
| 1.     | 2017 | O2 arena                        | Praha, Česko                    | Evropa                          | 15–9                            | Svět                            | 1–0                             |
| 2.     | 2018 | United Center                   | Chicago, Spojené státy          | Evropa                          | 13–8                            | Svět                            | 2–0                             |
| 3.     | 2019 | Palexpo                         | Ženeva, Švýcarsko               | Evropa                          | 13–11                           | Svět                            | 3–0                             |
| —      | 2020 | odloženo pro pandemii covidu-19 | odloženo pro pandemii covidu-19 | odloženo pro pandemii covidu-19 | odloženo pro pandemii covidu-19 | odloženo pro pandemii covidu-19 | odloženo pro pandemii covidu-19 |
| 4.     | 2021 | TD Garden                       | Boston, Spojené státy           | Evropa                          | 14–1                            | Svět                            | 4–0                             |
| 5.     | 2022 | O2 Arena                        | Londýn, Spojené království      | Svět                            | 13–8                            | Evropa                          | 4–1                             |
| 6.     | 2023 | Rogers Arena                    | Vancouver, Kanada               | Svět                            | 13–2                            | Evropa                          | 4–2                             |
| 7.     | 2024 | Uber Arena                      | Berlín, Německo                 | Evropa                          | 13–11                           | Svět                            | 5–2                             |
| 8.     | 2025 | Chase Center                    | San Francisco, Spojené státy    |                                 |                                 |                                 |                                 |

| Praha (2017) Ženeva (2019) Londýn (2022) Berlín (2024) Laver Cup v Evropě | Chicago (2018) Boston (2021) Vancouver (2023) San Francisco (2025) Laver Cup v Severní Americe |

## Statistiky

### Statistiky týmů
| Tým    | Vyhrané zápasy (body)   | Vyhrané zápasy (body)   | Vyhrané zápasy (body)   | Vyhrané zápasy (body)    | Vyhrané zápasy (body)    | Vyhrané zápasy (body)    | Vyhrané zápasy (body)    | Vyhrané zápasy (body)    | Vyhrané zápasy (body)    | Vyhrané zápasy (body) | Vyhrané zápasy (body) | Vyhrané zápasy (body) | Laver Cup |
| Tým    | 1. den (1 bod za výhru) | 1. den (1 bod za výhru) | 1. den (1 bod za výhru) | 2. den (2 body za výhru) | 2. den (2 body za výhru) | 2. den (2 body za výhru) | 3. den (3 body za výhru) | 3. den (3 body za výhru) | 3. den (3 body za výhru) | celkem                | celkem                | celkem                | Laver Cup |
| Tým    | dvouhra                 | čtyřhra                 | celkem                  | dvouhra                  | čtyřhra                  | celkem                   | dvouhra                  | čtyřhra                  | celkem                   | dvouhra               | čtyřhra               | celkem                | Laver Cup |
| ------ | ----------------------- | ----------------------- | ----------------------- | ------------------------ | ------------------------ | ------------------------ | ------------------------ | ------------------------ | ------------------------ | --------------------- | --------------------- | --------------------- | --------- |
| Evropa | 15 (15)                 | 1 (1)                   | 16 (16)                 | 13 (26)                  | 3 (6)                    | 16 (32)                  | 8 (24)                   | 2 (6)                    | 10 (30)                  | 36 (65)               | 6 (13)                | 42 (78)               | 5         |
| Svět   | 6 (6)                   | 6 (6)                   | 12 (12)                 | 8 (16)                   | 4 (8)                    | 12 (24)                  | 5 (15)                   | 5 (15)                   | 10 (30)                  | 19 (37)               | 15 (29)               | 34 (66)               | 2         |

### Statistiky kapitánů
| Kapitán      | tým    | stát          | prvně | naposled | Laver Cup | Laver Cup |
| Kapitán      | tým    | stát          | prvně | naposled | účasti    | tituly    |
| ------------ | ------ | ------------- | ----- | -------- | --------- | --------- |
| Björn Borg   | Evropa | Švédsko       | 2017  | 2024     | 7         | 5         |
| John McEnroe | Svět   | Spojené státy | 2017  | 2024     | 7         | 2         |
| Andre Agassi | Svět   | Spojené státy | 2025  | –        | –         | –         |
| Yannick Noah | Evropa | Francie       | 2025  | –        | –         | –         |

### Rekordy tenistů

Zleva: Zverev, Thiem, Nadal, Federer, Rod Laver, John McEnroe a další (Ženeva, 2019)

| Rekord                                | Rekord | držitelé rekordu                 |
| ------------------------------------- | ------ | -------------------------------- |
| Nejvíce účastí                        | 5      | Frances Tiafoe, Alexander Zverev |
| Nejvíce vyhraných Laver Cupů          | 5      | Alexander Zverev                 |
| Nejvíce odehraných zápasů             | 16     | Jack Sock                        |
| Nejvíce vyhraných dvouher             | 7      | Alexander Zverev                 |
| Nejvíce vyhraných čtyřher             | 9      | Jack Sock                        |
| Nejvíce vyhraných zápasů              | 10     | Jack Sock                        |
| Nejvyšší úspěšnost (alespoň 6 zápasů) | 75 %   | Ben Shelton                      |
| Nejvíce získaných bodů ve dvouhře     | 17     | Alexander Zverev                 |
| Nejvíce získaných bodů ve čtyřhře     | 19     | Jack Sock                        |
| Nejvíce získaných bodů celkem         | 21     | Alexander Zverev                 |
| Nejvíce získaných bodů v ročníku      | 8      | Carlos Alcaraz (2024)            |

### Statistiky tenistů
| Tenista                                                                            | tým        | stát          | prvně | naposled | Laver Cup | Laver Cup | zápasy | výhry–prohry | výhry–prohry | výhry–prohry | výhry–prohry | body    | body    | body   |
| Tenista                                                                            | tým        | stát          | prvně | naposled | účasti    | tituly    | zápasy | dvouhra      | čtyřhra      | celkem       | %            | dvouhra | čtyřhra | celkem |
| ---------------------------------------------------------------------------------- | ---------- | ------------- | ----- | -------- | --------- | --------- | ------ | ------------ | ------------ | ------------ | ------------ | ------- | ------- | ------ |
| Alexander Zverev                                                                   | Tým Evropy | Německo       | 2017  | 2024     | 5         | 5         | 14     | 7–2          | 2–3          | 9–5          | 64 %         | 17–4    | 4–5     | 21–9   |
| Jack Sock                                                                          | Tým světa  | USA           | 2017  | 2022     | 4         | 1         | 16     | 1–3          | 9–3          | 10–6         | 63 %         | 1–4     | 19–5    | 20–9   |
| Roger Federer                                                                      | Tým Evropy | Švýcarsko     | 2017  | 2022     | 4         | 3         | 12     | 6–0          | 2–4          | 8–4          | 67 %         | 15–0    | 3–8     | 18–8   |
| John Isner                                                                         | Tým světa  | USA           | 2017  | 2021     | 4         | 0         | 12     | 2–5          | 4–1          | 6–6          | 50 %         | 5–11    | 10–2    | 15–13  |
| Frances Tiafoe                                                                     | Tým světa  | USA           | 2017  | 2024     | 5         | 2         | 11     | 3–4          | 3–1          | 6–5          | 55 %         | 7–7     | 5–3     | 12–10  |
| Ben Shelton                                                                        | Tým světa  | USA           | 2023  | 2024     | 2         | 1         | 8      | 2–1          | 4–1          | 6–2          | 75 %         | 4–2     | 8–3     | 12–5   |
| Taylor Fritz                                                                       | Tým světa  | USA           | 2019  | 2024     | 4         | 2         | 7      | 4–2          | 1–0          | 5–2          | 71 %         | 9–4     | 1–0     | 10–4   |
| Félix Auger-Aliassime                                                              | Tým světa  | Kanada        | 2021  | 2023     | 3         | 2         | 6      | 2–2          | 2–0          | 4–2          | 67 %         | 4–3     | 5–0     | 9–3    |
| Carlos Alcaraz                                                                     | Tým Evropy | Španělsko     | 2024  | 2024     | 1         | 1         | 4      | 2–0          | 1–1          | 3–1          | 75 %         | 5–0     | 3–1     | 8–1    |
| Nick Kyrgios                                                                       | Tým světa  | Austrálie     | 2017  | 2021     | 4         | 0         | 9      | 1–4          | 3–1          | 4–5          | 44 %         | 2–9     | 5–2     | 7–11   |
| Stefanos Tsitsipas                                                                 | Tým Evropy | Řecko         | 2019  | 2024     | 4         | 3         | 9      | 4–1          | 1–3          | 5–4          | 56 %         | 5–3     | 2–7     | 7–10   |
| Casper Ruud                                                                        | Tým Evropy | Norsko        | 2021  | 2024     | 4         | 2         | 6      | 3–1          | 1–1          | 4–2          | 67 %         | 4–1     | 3–2     | 7–3    |
| Rafael Nadal                                                                       | Tým Evropy | Španělsko     | 2017  | 2022     | 3         | 2         | 7      | 2–1          | 1–3          | 3–4          | 43 %         | 4–3     | 2–4     | 6–7    |
| Andrej Rubljov                                                                     | Tým Evropy | Rusko         | 2021  | 2023     | 2         | 1         | 6      | 1–1          | 2–2          | 3–3          | 50 %         | 1–2     | 5–4     | 6–6    |
| Matteo Berrettini                                                                  | Tým Evropy | Itálie        | 2021  | 2022     | 2         | 1         | 5      | 2–0          | 1–2          | 3–2          | 60 %         | 3–0     | 2–4     | 5–4    |
| Novak Djoković                                                                     | Tým Evropy | Srbsko        | 2018  | 2022     | 2         | 1         | 5      | 1–2          | 1–1          | 2–3          | 40 %         | 2–5     | 2–1     | 4–6    |
| Kevin Anderson                                                                     | Tým světa  | Jižní Afrika  | 2018  | 2018     | 1         | 0         | 3      | 1–1          | 1–0          | 2–1          | 67 %         | 2–3     | 1–0     | 3–3    |
| Daniil Medveděv                                                                    | Tým Evropy | Rusko         | 2021  | 2024     | 2         | 2         | 3      | 1–2          | 0–0          | 1–2          | 33 %         | 2–5     | 0–0     | 2–5    |
| Dominic Thiem                                                                      | Tým Evropy | Rakousko      | 2017  | 2019     | 2         | 2         | 3      | 2–1          | 0–0          | 2–1          | 67 %         | 2–3     | 0–0     | 2–3    |
| Grigor Dimitrov                                                                    | Tým Evropy | Bulharsko     | 2018  | 2024     | 2         | 2         | 3      | 2–0          | 0–1          | 2–1          | 67 %         | 2–0     | 0–2     | 2–2    |
| Alejandro Tabilo                                                                   | Tým světa  | Chile         | 2024  | 2024     | 1         | 0         | 2      | 0–1          | 1–0          | 1–1          | 50 %         | 0–1     | 2–0     | 2–1    |
| Francisco Cerúndolo                                                                | Tým světa  | Argentina     | 2023  | 2024     | 2         | 1         | 2      | 2–0          | 0–0          | 2–0          | 100 %        | 2–0     | 0–0     | 2–0    |
| Denis Shapovalov                                                                   | Tým světa  | Kanada        | 2017  | 2021     | 3         | 0         | 6      | 0–3          | 1–2          | 1–5          | 17 %         | 0–4     | 1–4     | 1–8    |
| Marin Čilić                                                                        | Tým Evropy | Chorvatsko    | 2017  | 2017     | 1         | 1         | 2      | 1–0          | 0–1          | 1–1          | 50 %         | 1–0     | 0–3     | 1–3    |
| Alex de Minaur                                                                     | Tým světa  | Austrálie     | 2022  | 2022     | 1         | 1         | 2      | 1–0          | 0–1          | 1–1          | 50 %         | 1–0     | 0–2     | 1–2    |
| David Goffin                                                                       | Tým Evropy | Belgie        | 2018  | 2018     | 1         | 1         | 2      | 1–0          | 0–1          | 1–1          | 50 %         | 1–0     | 0–2     | 1–2    |
| Tommy Paul                                                                         | Tým světa  | USA           | 2023  | 2023     | 1         | 1         | 2      | 0–1          | 1–0          | 1–1          | 50 %         | 0–2     | 1–0     | 1–2    |
| Kyle Edmund                                                                        | Tým Evropy | Great Britain | 2018  | 2018     | 1         | 1         | 1      | 1–0          | 0–0          | 1–0          | 100 %        | 1–0     | 0–0     | 1–0    |
| Hubert Hurkacz                                                                     | Tým Evropy | Polsko        | 2023  | 2023     | 1         | 0         | 3      | 0–1          | 0–2          | 0–3          | 0 %          | 0–2     | 0–5     | 0–7    |
| Sam Querrey                                                                        | Tým světa  | USA           | 2017  | 2017     | 1         | 0         | 3      | 0–2          | 0–1          | 0–3          | 0 %          | 0–5     | 0–2     | 0–7    |
| Tomáš Berdych                                                                      | Tým Evropy | Česko         | 2017  | 2017     | 1         | 1         | 3      | 0–1          | 0–2          | 0–3          | 0 %          | 0–2     | 0–4     | 0–6    |
| Milos Raonic                                                                       | Tým světa  | Kanada        | 2019  | 2019     | 1         | 0         | 2      | 0–2          | 0–0          | 0–2          | 0 %          | 0–5     | 0–0     | 0–5    |
| Andy Murray                                                                        | Tým Evropy | Great Britain | 2022  | 2022     | 1         | 0         | 2      | 0–1          | 0–1          | 0–2          | 0 %          | 0–1     | 0–3     | 0–4    |
| Reilly Opelka                                                                      | Tým světa  | USA           | 2021  | 2021     | 1         | 0         | 2      | 0–1          | 0–1          | 0–2          | 0 %          | 0–1     | 0–3     | 0–4    |
| Gaël Monfils                                                                       | Tým Evropy | Francie       | 2023  | 2023     | 1         | 0         | 2      | 0–1          | 0–1          | 0–2          | 0 %          | 0–1     | 0–2     | 0–3    |
| Diego Schwartzman                                                                  | Tým světa  | Argentina     | 2018  | 2022     | 3         | 1         | 3      | 0–3          | 0–0          | 0–3          | 0 %          | 0–3     | 0–0     | 0–3    |
| Arthur Fils                                                                        | Tým Evropy | Francie       | 2023  | 2023     | 1         | 0         | 2      | 0–1          | 0–1          | 0–2          | 0 %          | 0–1     | 0–1     | 0–2    |
| Cameron Norrie                                                                     | Tým Evropy | Great Britain | 2022  | 2022     | 1         | 0         | 1      | 0–1          | 0–0          | 0–1          | 0 %          | 0–2     | 0–0     | 0–2    |
| Alejandro Davidovich                                                               | Tým Evropy | Španělsko     | 2023  | 2023     | 1         | 0         | 1      | 0–1          | 0–0          | 0–1          | 0 %          | 0–1     | 0–0     | 0–1    |
| Fabio Fognini                                                                      | Tým Evropy | Itálie        | 2019  | 2019     | 1         | 1         | 1      | 0–1          | 0–0          | 0–1          | 0 %          | 0–1     | 0–0     | 0–1    |
| Thanasi Kokkinakis                                                                 | Tým světa  | Austrálie     | 2024  | 2024     | 1         | 0         | 1      | 0–1          | 0–0          | 0–1          | 0 %          | 0–1     | 0–0     | 0–1    |
| Tenista                                                                            | tým        | stát          | prvně | naposled | účasti    | tituly    | zápasy | dvouhra      | čtyřhra      | celkem       | Z %          | dvouhra | čtyřhra | celkem |
| Kurzivou uvedeni bývalí tenisté; hráčí řazeni sestupně podle počtu vyhraných bodů. |            |               |       |          |           |           |        |              |              |              |              |         |         |        |

### Statistiky podle tenistů a států
| Stát                   | tým        | 2017 | 2018 | 2019 | 2021 | 2022 | 2023 | 2024 | celkem | tenistů |
| ---------------------- | ---------- | ---- | ---- | ---- | ---- | ---- | ---- | ---- | ------ | ------- |
| Argentina              | Tým světa  | –    | 1    | –    | 1    | 1    | 1    | 1    | 5      | 2       |
| Austrálie              | Tým světa  | 1    | 1    | 1    | 1    | 1    | –    | 1    | 6      | 3       |
| Belgie                 | Tým Evropy | –    | 1    | –    | –    | –    | –    | –    | 1      | 1       |
| Bulharsko              | Tým Evropy | –    | 1    | –    | –    | –    | –    | 1    | 2      | 1       |
| Česko                  | Tým Evropy | 1    | –    | –    | –    | –    | –    | –    | 1      | 1       |
| Francie                | Tým Evropy | –    | –    | –    | –    | –    | 2    | –    | 2      | 2       |
| Chile                  | Tým světa  | –    | –    | –    | –    | –    | –    | 1    | 1      | 1       |
| Chorvatsko             | Tým Evropy | 1    | –    | –    | –    | –    | –    | –    | 1      | 1       |
| Jižní Afrika           | Tým světa  | –    | 1    | –    | –    | –    | –    | –    | 1      | 1       |
| Itálie                 | Tým Evropy | –    | –    | 1    | 1    | 1    | –    | –    | 3      | 2       |
| Kanada                 | Tým světa  | 1    | –    | 2    | 2    | 1    | 1    | –    | 7      | 3       |
| Německo                | Tým Evropy | 1    | 1    | 1    | 1    | –    | –    | 1    | 5      | 1       |
| Norsko                 | Tým Evropy | –    | –    | –    | 1    | 1    | 1    | 1    | 4      | 1       |
| Polsko                 | Tým Evropy | –    | –    | –    | –    | –    | 1    | –    | 1      | 1       |
| Rakousko               | Tým Evropy | 1    | –    | 1    | –    | –    | –    | –    | 2      | 1       |
| Rusko                  | Tým Evropy | –    | –    | –    | 2    | –    | 1    | 1    | 4      | 2       |
| Řecko                  | Tým Evropy | –    | –    | 1    | 1    | 1    | –    | 1    | 4      | 1       |
| Srbsko                 | Tým Evropy | –    | 1    | –    | –    | 1    | –    | –    | 2      | 1       |
| Spojené království     | Tým Evropy | –    | 1    | –    | –    | 2    | –    | –    | 3      | 3       |
| Spojené státy americké | Tým světa  | 4    | 3    | 3    | 2    | 3    | 4    | 3    | 22     | 8       |
| Španělsko              | Tým Evropy | 1    | –    | 1    | –    | 1    | 1    | 1    | 5      | 3       |
| Švýcarsko              | Tým Evropy | 1    | 1    | 1    | –    | 1    | –    | –    | 4      | 1       |
| Celkem                 | Celkem     | 12   | 12   | 12   | 12   | 14   | 12   | 12   | 86     | 41      |

## Citáty
| „                                           | Líbí se mi formát poháru, jsem velmi potěšen, že budu kapitán při prvním ročníku a beru to i jako poctu Rodovi. Sny se splnily, píšeme tenisovou historii! | “ |
| — Björn Borg, kapitán týmu Evropy 2017–2024 | |   |

| „                                              | Považuji LC za skvělý nápad. Beru to jako poctu nejlepším hráčům tohoto sportu a skvělou příležitost k zapojení legend v novém formátu. | “ |
| — John McEnroe, kapitán výběru světa 2017–2024 | |   |